# Vendranges
Vendranges ist eine französische Gemeinde mit 390 Einwohnern (Stand 1. Januar 2022) im Département Loire in der Region Auvergne-Rhône-Alpes (vor 2016 Rhône-Alpes). Die Gemeinde gehört zum Arrondissement Roanne und zum Kanton Le Coteau. Die Einwohner werden Vendrangeois genannt.

## Geographie
Vendranges liegt etwa 13 Kilometer südsüdöstlich von Roanne. Umgeben wird Vendranges von den Nachbargemeinden Saint-Cyr-de-Favières im Norden und Nordwesten, Neaux im Norden und Osten, Neulise im Süden und Osten sowie Saint-Priest-la-Roche im Westen und Südwesten.
Durch die Gemeinde führt die Route nationale 82.
Auf dem Gemeindegebiet von Saint-Priest-la-Roche befand sich der Bahnhof Vendranges-Saint-Priest an der Bahnstrecke Moret-Veneux-les-Sablons–Lyon-Perrache, welcher heutzutage nicht mehr bedient wird.

## Bevölkerungsentwicklung
| Jahr                       | 1962 | 1968 | 1975 | 1982 | 1990 | 1999 | 2006 | 2017 |
| -------------------------- | ---- | ---- | ---- | ---- | ---- | ---- | ---- | ---- |
| Einwohner                  | 230  | 223  | 201  | 205  | 226  | 237  | 255  | 371  |
| Quellen: Cassini und INSEE |      |      |      |      |      |      |      |      |

## Sehenswürdigkeiten
- Kirche Saint-Genest

## Persönlichkeiten
- Louis-Antoine Ranvier (1835–1922), Anatom und Arzt

## Weblinks

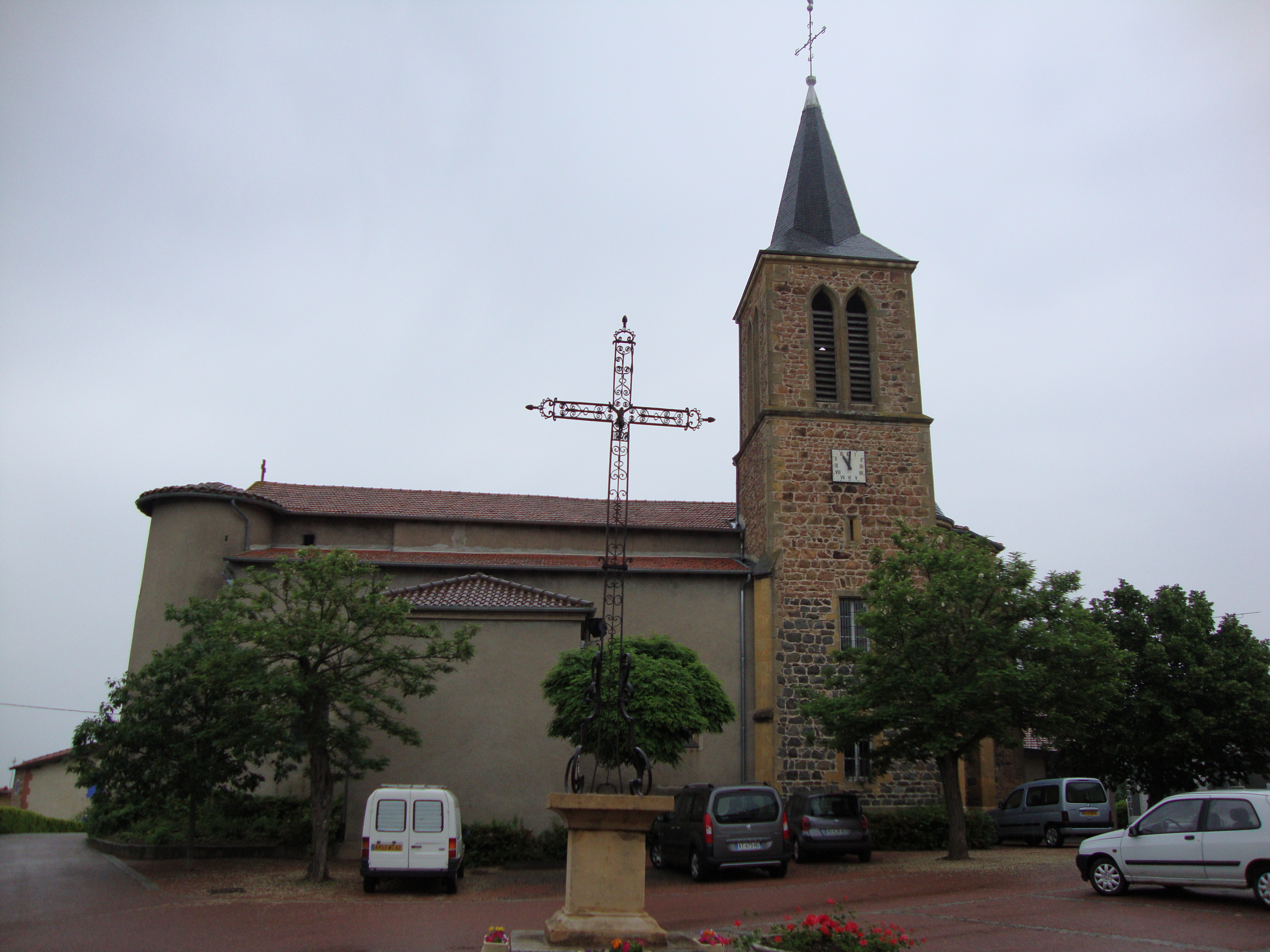
Kirche Saint-Genest